# Pinetop Smith
Clarence Smith, mais conhecido como Pinetop Smith ou Pine Top Smith  (11 de junho de 1904 — 15 de março de 1929) foi um pianista, cantor e compositor norte-americano.
Em 1991, Smith entrou para a Alabama Jazz Hall of Fame.